# Unité urbaine de Penta-di-Casinca
L'unité urbaine de Penta-di-Casinca est une unité urbaine française centrée sur les communes de Penta-di-Casinca et San-Nicolao, dans le département de la Haute-Corse en région Corse.

## Données générales
Dans le zonage réalisé par l'Insee en 2010, l'unité urbaine était composée de six communes.
Dans le nouveau zonage réalisé en 2020, elle est composée de sept communes, celle de San-Nicolao ayant été ajoutée au périmètre.
En 2022, avec 10 084 habitants, elle représente la 3e unité urbaine du département de Haute-Corse et elle occupe le 5e rang dans la région Corse.

## Composition de l'unité urbaine en 2020
Elle est composée des sept communes suivantes :
| Nom                    | Code Insee | Département | Statut       | Superficie (km2) | Population (dernière pop. légale) | Densité (hab./km2) | Modifier                                    |
| ---------------------- | ---------- | ----------- | ------------ | ---------------- | --------------------------------- | ------------------ | ------------------------------------------- |
| Penta-di-Casinca       | 2B207      | Haute-Corse | ville-centre | 18,53            | 3 523 (2022)                      | 190                | modifier les données · modifier les données |
| San-Nicolao            | 2B313      | Haute-Corse | ville-centre | 7,73             | 2 048 (2022)                      | 265                | modifier les données · modifier les données |
| Castellare-di-Casinca  | 2B077      | Haute-Corse | banlieue     | 8,88             | 722 (2022)                        | 81                 | modifier les données · modifier les données |
| Poggio-Mezzana         | 2B242      | Haute-Corse | banlieue     | 8,90             | 823 (2022)                        | 92                 | modifier les données · modifier les données |
| Santa-Lucia-di-Moriani | 2B307      | Haute-Corse | banlieue     | 6,22             | 1 517 (2022)                      | 244                | modifier les données · modifier les données |
| Taglio-Isolaccio       | 2B318      | Haute-Corse | banlieue     | 11,47            | 609 (2022)                        | 53                 | modifier les données · modifier les données |
| Talasani               | 2B319      | Haute-Corse | banlieue     | 10,09            | 842 (2022)                        | 83                 | modifier les données · modifier les données |

## Évolution démographique
| 1968  | 1975  | 1982  | 1990  | 1999  | 2009  | 2014  | 2021  |
| ----- | ----- | ----- | ----- | ----- | ----- | ----- | ----- |
| 2 854 | 3 344 | 3 987 | 5 419 | 6 709 | 8 097 | 9 061 | 9 821 |

#### Données générales
- Unité urbaine
- Aire d'attraction d'une ville
- Aire urbaine (France)
- Liste des unités urbaines de France

#### Données démographiques en rapport avec l'unité urbaine de Penta-di-Casinca
- Aire d'attraction de Bastia
- Arrondissement de Bastia

#### Données démographiques en rapport avec la Haute-Corse
- Démographie de la Haute-Corse